# Спящата Венера
Спящата Венера (на италиански: Venere dormiente) е картина на венецианския художник Джорджоне, нарисувана малко преди смъртта му. Част е от колекцията на галерията на старите майстори в Дрезден.

## История
Джорджоне не успява да завърши картината. Той успява да нарисува Венера и вероятно скалата зад нея преди да почине от чума през 1510 година. Картината завършва Тициан, който рисува пейзажа, небето, дрехите на които лежи Венера и поставя в краката ѝ Купидон. На няколко места в картината се вижда и работата на неизвестен художник.
Фигурата на Купидон не е достигнала до наши дни и се открива само с помощта на инфрачервено заснемане.
Картината е закупена от френски търговец за Август силният от Саксония през 1695 година като картина на Джорджоне, но през 1722 година е описана в каталога като Венера от Тициан. В началото на 19 век е считана за копие на картина от Тициан. Нейното влияние върху художниците е изключително голямо като самата тема е повтаряна многократно от редица известни художници. Така например подобен мотив е използван от Тициан във Венера Урбинска и Олимпия.